# Henk Spaan
Hendrik Gerardus Maria Spaan ('t Kruis, 30 september 1948) is een Nederlands (sport)journalist, televisiepresentator en columnist. Henk Spaan is mede bekend van de programma's die hij tussen 1982 en 1996 als duo maakte met Harry Vermeegen, zoals Pisa, Verona, Die 2 en Die 2: Nieuwe Koeien.

## Loopbaan

### Jonge jaren
Spaan werd geboren in 't Kruis bij Heerhugowaard en groeide op in Tuinstad Slotermeer in Amsterdam. Hij studeerde van 1968-1973 Nederlandse taal- en letterkunde aan de Universiteit van Amsterdam. Van de eerstegraads lesbevoegdheid die hij daar haalde zou hij nooit gebruik maken. Tijdens zijn studie was hij redacteur van het studentenweekblad Propria Cures en belandde hij in de journalistiek. Al op 23-jarige leeftijd was hij columnist van dagblad Het Parool en de Haagse Post.
Hij publiceerde in 1973 zijn eerste dichtbundel Een lach en een traan, schreef kinderboeken met Guus Luijters en hoorspelen met Ischa Meijer. Ook begon hij midden jaren zeventig deel te nemen aan een scala van radio-uitzendingen. Het VPRO-forum met Ischa Meijer, Cees Nooteboom, Mensje van Keulen en Wim T. Schippers was daarvan het bekendst.

### Samenwerking met Harry Vermeegen
In 1975 werd hij presentator van het VARA-programma Tussen Start en Finish dat de Zilveren Reissmicrofoon zou winnen en waarin zijn samenwerking met Harry Vermeegen tot stand kwam.
Begin 1982 begonnen ze het satirische televisieprogramma Pisa. Het programma duurde in eerste instantie slechts 10 minuten, maar trok al gauw 4,5 miljoen kijkers. De volgende seizoenen duurden de afleveringen langer en programma-onderdelen als Popie Jopie en De Gewone Man werden uitermate populair.
In de winter van 1985 - 1986 haalde Rob Out Spaan & Vermeegen naar Veronica. Daar ging Pisa verder als Verona en opnieuw met succes. Vooral dankzij items als De verpleegster, Radio Perfecto, Noordzee TV, De Boerderie en Bovenop het Nieuws, waarin de kreet "Koud hè?!" wekelijks werd gebruikt. Na drie seizoenen Verona werd het tijd voor iets nieuws. Spaan & Vermeegen gingen verder als Die 2. Twee andere kenmerkende personen uit Verona, t.w. Brenda Steunbeer (Linda Dubbeldeman) en Arie Boksbeugel (Ferry de Groot) kwamen niet meer terug. Onder de naam Die 2 maakten ze eerst een komische serie. Daarna volgde Die 2 Speciaal, waarbij ze twee seizoenen lang de wereld rondreisden om Nederland te promoten. In de tussentijd maakten Spaan & Vermeegen ook programma's rond sportevenementen als het EK en WK Voetbal (o.a. het molentje voor Maradona) en de Olympische Spelen van 1992 in Barcelona.
Vanaf 1993 tot 1996 richtten zij zich volledig op sport en dan met name voetbal in het programma Die 2: Nieuwe Koeien.

### Breuk en solocarrière
Tussen de seizoenen door maakte Spaan in 1994 de programma's Back to the Sixties en Back to the Seventies, en verlegde hij zijn aandacht naar het voetbalmagazine Hard gras. Vermeegen beëindigde hierop in 1996 de samenwerking, wat het einde betekende voor Die 2: Nieuwe Koeien. Nadat ze het laatste seizoen nog afgemaakt hadden, hebben ze de banden met elkaar verbroken.
Spaan maakte vervolgens het tv-programma Hard gras, dat voor één seizoen bij Veronica uitgezonden werd. Nadat Spaan in 2000 bij de VARA terugkeerde, zette hij een nieuw voetbalprogramma op; Studio Spaan met Erik van Muiswinkel en Diederik van Vleuten. De typetjes uit dit programma waren de inspiratiebron voor het Kopspijkercabaret. Studio Spaan liep vier seizoenen. In 2011 kwam er na vijftien jaar een tweede seizoen van Hard gras dat door PowNed werd uitgezonden.
In 2018 was Spaan samen met Vermeegen te zien in een aflevering van de documentairereeks TV Monument; de interviews werden apart afgenomen.
In 2021 was Spaan een van de deelnemers aan de dirigeerwedstrijd Maestro.

## Discografie

### Singles
| Single met eventuele hitnotering(en) in de Nederlandse Top 40 | Datum van verschijnen | Datum van binnenkomst | Hoogste positie | Aantal weken | Opmerkingen                                                    |
| ------------------------------------------------------------- | --------------------- | --------------------- | --------------- | ------------ | -------------------------------------------------------------- |
| Stille Willem                                                 | 1981                  | 02-05-1981            | tip6            | -            | als Henk Spaan & Harry Vermeegen / nr. 29 in de Single Top 100 |
| Als Ik Maar Niet Op M'n Poef Hoef                             | 1983                  | 26-04-1983            | 26              | 4            | als Pisa / nr 16 in de Single Top 100                          |
| De Gewone Man                                                 | 1984                  | 24-03-1984            | 17              | 5            | als Pisa / nr.6 in de Single Top 100                           |
| Popie Jopie                                                   | 1985                  | 30-03-1985            | 5               | 9            | als Pisa / nr. 3 in de Single Top 100                          |
| Koud Hè?                                                      | 1987                  | 26-12-1987            | 17              | 5            | als The V-Boys / nr. 14 in de Single Top 100                   |
| Tiet Veur 'Un Pafke!                                          | 1988                  | 27-02-1988            | 11              | 6            | als Harko + Pao / nr 9 in the Single Top 100 / Alarmschijf     |
| Kilo Utrecht Tango                                            | 1989                  | -                     |                 |              | als Verona / nr. 80 in de Single Top 100                       |

| Single met hitnotering(en) in de Vlaamse Ultratop 50 | Datum van verschijnen | Datum van binnenkomst | Hoogste positie | Aantal weken | Opmerkingen |
| ---------------------------------------------------- | --------------------- | --------------------- | --------------- | ------------ | ----------- |
| Popie Jopie                                          | 1985                  | 06-04-1985            | 10              | 11           | als Pisa    |

- Digitale Bibliotheek voor de Nederlandse Letteren: spaa003
- Gemeinsame Normdatei: 172785634
- International Standard Name Identifier: 0000 0000 3803 6712
- Library of Congress Control Number: n99033793
- MusicBrainz: c00611a7-4511-4d06-b94f-3dab38e90b78
- Nederlandse Thesaurus van Auteursnamen: 069949042
- Virtual International Authority File: 268326991
- WorldCat: E39PBJqfMT7xRXv78DDVQyxkXd